# Richeville
Richeville település Franciaországban, Eure megyében. Lakosainak száma 266 fő (2022. január 1.). Richeville Hacqueville, Harquency, Mouflaines és Sainte-Marie-de-Vatimesnil községekkel határos.

## Népesség
A település népessége az elmúlt években az alábbi módon változott:
| Lakosok száma | 165  | 137  | 215  | 275  | 280  | 275  | 272  | 267  | 267  | 266  |
|               | 1968 | 1982 | 1990 | 2006 | 2013 | 2015 | 2017 | 2019 | 2020 | 2022 |